# Krkavčanski kamen
Krkavčanski kamen (tudi »krkavški kamen«, »krkavčanski menhir«,  »kamen Troglav« ali preprosto »kamen») je 2,5 m visok neizglajen kamniti megalit, ki stoji blizu vasi Krkavče v Slovenski Istri. Nad zemljo je približno 1,5 m njegove skupne višine. Na njem je izklesana gola človeška (po nekaterih mnenjih božanska) podoba z razširjenima rokama in sončnim nimbom okrog glave. Skoraj polovica kamna je pod zemljo. Predvideva se, da menhir datira v prva stoletja našega štetja. Danes na mestu stoji replika, original pa je v Pokrajinskem muzeju Koper. Med vojno je bil kamen zakopan, nato pa so ga postavili na drugo mesto, ampak še vedno blizu prvotnemu mestu. Prvotno je bil kamen večji, a je vrh kamna odlomljen in poškodovan. 
Krkavčanski kamen je eden redkih monolitev, za katerega se domneva, da je preživel stoletja in je še ostanek staroverskega (predkrščanskega) verovanja in je kot tak pomembna dediščina slovenske predkrščanske dobe.
Lokacija: N 45° 28.087'    E013° 42.475'

## Ljudsko izročilo
Nekateri domačini omenjajo tudi češčenje kamna. Na dan sv. Vida so nanj polagali roke. Za Božič so nekoč ob njem celo noč kurili hrastovo deblo. Ko se je svitalo so se zbrali vsi vaščani in nazdravili. Vplival naj bi tudi na plodnost. Župnik jih je zaradi tega malikovanja kregal in sramotil, zato so ta obred opravljali na skrivaj. Domačini povedo tudi, da je podoba na kamnu bog sonca. Na vrhu monolita, kjer danes manjka kos, naj bi bila izklesana glava. Po drugi različici naj bi bile glave celo tri, kar naj bi pojasnjevalo ime Troglav. O treh glavah pa nekateri pravijo, da so bili to le trije obrazi, ki so bili izklesani v kamen.

## Interpretacije
Upodobitev na kamnu je poskušalo interpretirati že več raziskovalcev. Na obeh straneh kamna je izklesana podobna podoba. Nekateri so podobo na kamnu povezovali z rimskim božanstvom Mitra, drugi so ga povezovali s Koledom oziroma praznovanjem zimskega sončnega obrata. Zanimive interpretacije Krkavčanskega kamna so objavlene v zborniku Krkavčanski kamen . Avtorji v zborniku monolit med drugim povezujejo z Belinom in bogom Triglavom, slednji je dokumentiran tudi kot eno od njegovih poimenovanj. Jože Munih, radiestezist, je v zborniku predstavil energije, ki delujejo ob kamnu in na drugih svetih mestih povezanih z njim. Ena od domnev je tudi, da si je vsako ljudstvo predstavljalo svojo podobo na kamnu in ga častilo po svoje. Po tej teoriji je kamen dediščina več različnih ver.
Arheologa Pleterski in Puhar sta kamen širše umestila v krajino in sicer je predstavil cerkve, ki v okolici tvorijo pravilen latinski križ s centrom pri Krkavčanskem kamnu. Z zgraditvijo cerkva okoli kamna naj bi "uničili hudičevo moč kamna" in zvonjenjem zvonov, saj naj bi se ob kamnu slišalo zvonjenje vseh štirih cerkva.

## Današnji pomen Krkavčanskega kamna
Kamen je lokalna znamenitost istrske vasi Krkavče. Obiskujejo ga tudi turisti. Ker nekateri radiestezisti menijo, da so ob kamnu dobre energije, ga ljudje obiskujejo tudi iz tega razloga. Rodnoverci Krkavčanski kamen razumejo kot eno od svetih točk stare vere.